# Jerónimo de Mendieta
Jerónimo de Mendieta albo Gerónimo de Mendieta (1525-1604) – był franciszkańskim misjonarzem, historykiem, pisarzem i teoretykiem politycznym, związanym z Wicekrólestwem Nowej Hiszpanii, działającym na obszarze Mezoameryki po hiszpańskiej konkwiście. Jego najsłynniejszym dziełem była Historia eclesiástica indiana ("Kościelna historia indiańska") kronika sporządzona pod koniec XVI w., która opowiada o ewangelizacji Karaibów i Meksyku przez franciszkanów.

## Biografia

### Młodość i pierwsze lata w Meksyku
Jerónimo de Mendieta przyszedł na świat w baskijskiej miejscowości Vitoria 30 IX 1525 roku. W 1541 r. został wyświęcony na franciszkańskiego mnicha w konwencie San Francisco de Bilbao. Gdy w 1553 r. do Hiszpanii przybył brat Francisco de Toral,  szukając ochotników do misji wśród autochtonów Meksyku, młody zakonnik zgłosił się do niego dobrowolnie z chęcią ewangelizacji Indian. 

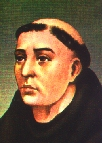
Toribio de Benavente zwany Motolinia, mnich i pisarz franciszkański, mistrz Mendiety, nauczył go nahuatl i przekazał wiedzę o kulturze Indian Meksyku.

W tym samym roku Mendieta przybył do Veracruz, a następnie posługiwał w Tlaxcali, gdzie opanował z biegłością język nahuatl, którym mówili m.in. Mexikowie i Tlaxcaltecy. Mendieta służył również w Dolinie Toluki, gdzie zetknął się z ludnością Matlatzinca. Jego mistrzem był Toribio de Benavente zwany Motolinia, zakonnik obeznany w kulturze i języku ludności Nahua. W obydwu tych miejscach Mendieta nie tylko nauczał wiary katolickiej, ale pisał listy do m.in. papieża i cesarza, gdzie mnich zwracał uwagę na np. wykorzystywanie Indian przez hiszpańskich posiadaczy ziemskich. Od 1562 r. pełnił rolę franciszkańskiego kustosza klasztoru w Toluce, gdzie nawracał na podstawie  kodeksów (rdzennych dokumentów zapisywanych za pomocą logogramów) i przy pomocy tłumaczy w języku matlatzinca. W listach do Filipa II oskarżał Real Audiencia (królewski sąd pełniący też rolę rządu w Nowej Hiszpanii) o złe rządzenie, bronił zaś swych współbraci i wicekróla. W 1564 był asystentem głównego prowincjała Puebla de Los Angeles. Mendieta objeżdżał różne regiony Nowej Hiszpanii i poznał na własnej skórze sytuację ludności autochtonicznej w różnych miejscach. Równocześnie kontynuował pisanie listów, w tym do króla, gdzie proponował rozwiązanie różnych bolączek dotykających wicekrólestwo. Od 1569 r. był zaś sekretarzem prowincjała Miguela de Navarro. 

### Podróż do Hiszpanii i powstanieHistorii
Na prośbę cenionego prawnik Juana de Ovando, Mendieta sporządził w drugiej połowie lat 60. XVI w. memoriał odpowiadający na pytania, jakie przygotował Ovando. Mendieta w tym memoriale raz jeszcze wyraził swój sprzeciw dla wyzysku Indian przez nadmierne daniny. Proponował rozdzielenie Indian od białych osadników, gdyż pragnął uchronić autochtonów od wyzysku i złego zachowania Hiszpanów wobec nich. Wyruszył do Hiszpanii w 1570 r. i przekazał zapisany memoriał dla Ovando, wręczył mu także listy do Filipa II, informujące o nadużyciach osadników wobec Indian. Chwilowo Mendieta zapragnął zostać w rodzinnej Vitorii, lecz uświadomił sobie, że pozostawieni w Meksyku mnisi mogą stracić zapał bez jego osoby. Zakonnik postanowił wrócić do Ameryki, a jeszcze w Hiszpanii zaczął pracować nad dziełem, którego powstanie zlecił mu nowy generał zakonu franciszkanów, Cristobal de Cheffontaines. Historia eclesiástica indiana ("Kościelna historia indiańska") powstać miała jako kronika czynów franciszkanów, wzorowana na dziele brata Marcosa de Lisboa, Chrónicas de la orden de los frailes menores. 
Jerónimo de Mendieta dla napisania pierwszej księgi, opowiadającej o chrystianizacji m.in. Hispanioli, posiłkował się np. relacjami Gonzalo Fernándeza de Oviedo oraz Bartolomé de Las Casasa, czerpał również z dzieł m.in. Ptolemeusza, Arystotelesa oraz z Biblii. Do stworzenia drugiej księgi,  opowiadającej zaś o wierzeniach i dziejach prekolumbijskich Meksyku posługiwał się m.in. dziełami Bernardino de Sahagúna oraz de Las Casasa na temat ludności Nahua. Informacje o królestwie Tzintzuntan i  zamieszkujących je Taraskach zaczerpnął zaś z Relación de Michoacán autorstwa zapewne brata Jerónimo de Alcalá. Dzięki pismom mnicha Andrésa de Olmosa Mendieta przekazał informacje o magii i religii Tenochków. Księgę trzecią napisał na podstawie relacji głównie konkwistadorów, np. Hernán Cortésa, Juana Cano, Gonzalo de Las Casasa oraz Estabana Salazara. Wykorzytał także liczne zapiski swojego mistrza, mnicha Motolinii. Część księgi trzeciej i księgę czwartą sporządził na podstawie własnych prac oraz świadectw ustnych ewangelizatorów.  Cytował też liczne dzieła prawne, np. sędziego Vasco de Pugi z 1563 roku. 

### Ostatnie lata i śmierć
Od 1575 r. Mendieta pełnił rolę kustosza w Xochimilco, zaś od 1580 r. służył ponownie w Tlaxcali. Jedną z kości niezgody w łonie franciszkanów w Meksyku w  drugiej połowie XVI wieku, zwłaszcza w prowincji zakonnej San Evangelio, był problem vocaciones de la tierra, polegający na rosnącej liczbie kreolskich zakonników. Mendieta nie był temu przychylny i preferował, aby misjonarzami zostawali raczej mnisi urodzeni w Hiszpanii. Mimo to momencie wybuchnięcia konfliktu w zakonie ( m.in. z powodu powołań kreolów) pozostał on neutralny i starał się nie dołączyć do żadnej z fakcji. Prowincjał zakonu został wygnany na rok do Gwatemali, a Mendieta został mianowany przez komisarza zakonu kustoszem konwentu w Tlaxcali, gdzie doradzał i pomagał jako tłumacz języka nahuatl, a następnie znów był sekretarzem prowincjała. W tym czasie wciąż pisał Historię w klasztornej bibliotece, z której zbiorów korzystał. Mendieta asystował w sprawach rządzenia prowincjałowi Domingo de Areizaga, był też m.in. kustoszem klasztoru w Tepeace. Mendieta doradzał również nowemu wicekrólowi Nowej Hiszpanii, Luisowi de Velasco, (od 1589 r.), który uznawał go za wybitnego męża. W Xochimilco zakonnik napisał list do Velasco w sprawie konliktu i niepokojów na północnych granicach, a następnie, podupadły na zdrowiu, osiadł w niewielkim klasztorze w Huexotla, gdzie zapisał trzecią i czwartą księgę Historii. Rękopis ukończył w 1597 r. i powierzył go ojcu Juanowi Bautisto Viseo. 
W 1602 r. w środkowym Meksyku wybuchła epidemia cocoliztli.  Chorobie uległ także Mendieta. Mnich mimo braku nadziei na wyzdrowienie, udał się do miasta Meksyk, gdzie przygotował kopię dzieła mającą trafić do Hiszpanii. Wkrótce objawy choroby się nasiliły, misjonarz zaczął pluć krwią. Oddał  oryginał dzieła dla swego ucznia, Juana de Bautisty, a niewiele później  Jerónimo de Mendieta zmarł 9 V 1604 r. w wieku 79 lat. Kopię kroniki Mendiety w Hiszpanii posiadł franciszkanin Juan de Domayquia, lecz zarówno on, jak i Juan de Bautista, nie otrzymali zezwolenia władz na druk "Historii kościelnej indiańskiej".